# Retina (manzana)
Retina® es el nombre de una variedad cultivar de manzano (Malus domestica).
La manzana de verano pertenece a las denominadas variedades "Re -", que se cultivaron en Dresden-Pillnitz a partir de cultivar de manzana europea y manzana silvestre japonesa que aún son resistentes a la sarna del manzano. Sin embargo, esta resistencia completa ha sido superada en parte por la enfermedad de la sarna del manzano.

## Sinónimos
- "Retina apfel Sommeräpfel".[5]

## Historia
'Retina' es una variedad de manzana, desarrollada por el Institut für Obstforschung Dresden - Pillnitz (Alemania) al cruzar la variedad 'Apollo' con polen de una plántula resistente a la sarna del manzano de una de las 17 variedades denominadas "Re -", (cultivares conocidos como "ReZista" en América del Norte), desarrollados como parte de este programa. (Cox x Oldenburg) x F3 M. floribunda.

## Características
'Retina' es una manzana de talla mediana con una forma alargada. Las frutas tienen una cavidad calicina pequeña y una cavidad peduncular con tallo ancho. La epidermis del fruto es lisa con color de fondo verde amarillo de la fruta con un sobrecolor del 40 al 80% de color rojo oscuro.
'Retina' tiene un sabor agridulce. La carne es firme y jugosa.
El árbol es vigoroso y la ramificación es de media a fuerte.

## Usos
A menudo se come fresco, manzana de mesa, pero también es una buena manzana para cocinar.
Recomendada para el huerto familiar, marca registrada en el cultivo comercial de frutas.

## Ploidismo
Auto estéril. Grupo de polinización: C. Día 8. Las flores toleran las heladas de primavera.
Polinizadores: 'Alkmene', 'Cox's Orange Pippin', 'Golden Delicious', 'Golden Winter Pearmain', 'James Grieve', 'Dr. Oldenburg', 'Ontario', 'Transparente blanche', 'Tumanga'.